# Usedlost u Tuláčků
Usedlost u Tuláčků (někdy také Tuláčkův statek) je poloroubená pozdně barokní zemědělská usedlost v obci Kruh v okrese Semily. Jedná se o kulturní památku.

## Historie

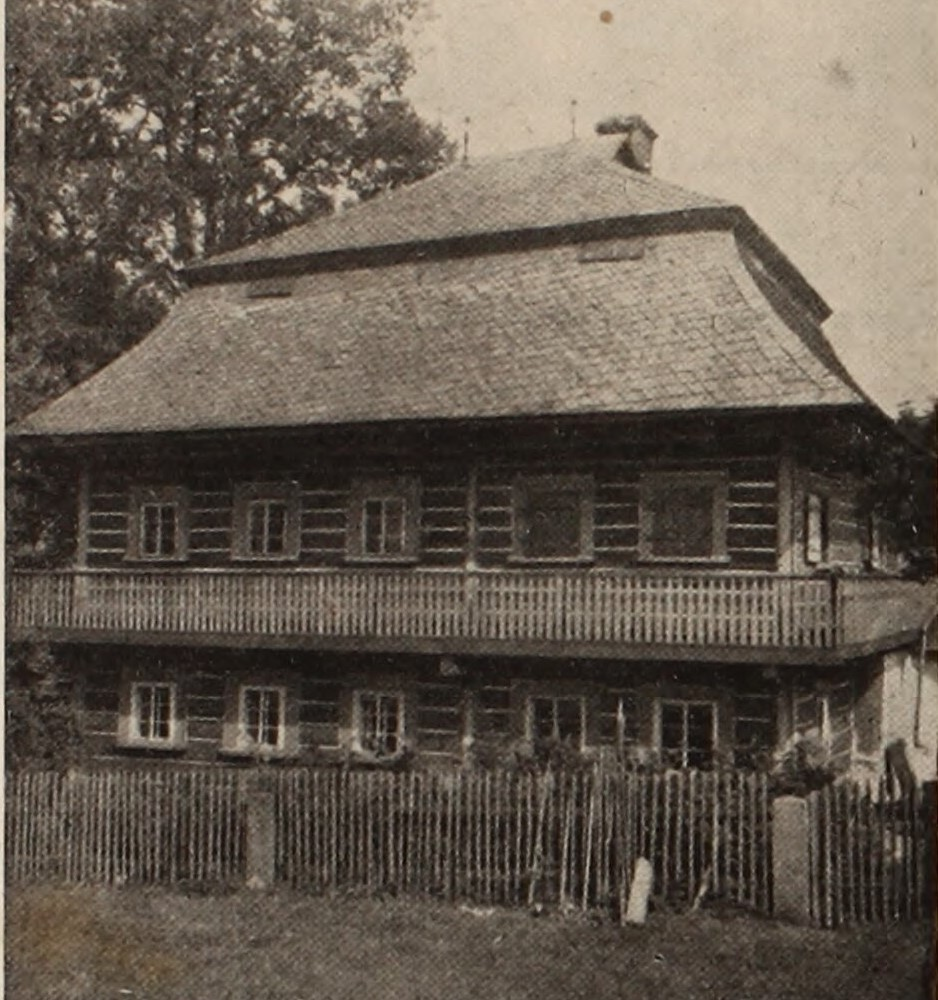
Tuláčkův statek okolo roku 1949

Budova byla postavena roku 1760 obchodníkem s plátnem a pozdějším rychtářem Janem Horáčkem. Ten na statku pěstoval len. Roku 1886 se statek stal majetkem Josefa Tuláčka. Ten spravoval usedlost až do roku 1930, kdy jej převzal Tuláčkův synovec Bohumil Kovář.
Statek byl po druhé světové válce zkonfiskován a statek později začalo využívat JZD. Statek chátral. Později statek získala do vlastnictví Fakulta architektury ČVUT v Praze, která jej začala rekonstruovat. Roku 1982 byla stavba zkolaudována.
V současnosti (leden 2021) slouží statek jako výukové středisko FA ČVUT v Praze pro intenzivní ateliérovou výuku, plenéry a výjezdní zasedání.

## Popis
Jádro bývalého statku tvoří obytná budova. Patrový faktorský dům doplňuje čeledník a budova chléva kolem uzavřeného dvora. Střecha domu je mansardová. K jejímu nároží přiléhá dvůr uzavřený vysokou zdí s vraty a bočním vstupem. Součástí areálu jsou bývalé stáje a stodola.
Statek představuje ukázku podkrkonošské pozdně barokní architektury.